# Polyvinylacetaat
Polyvinylacetaat (PVAc) is een synthetisch polymeer verkregen door de polymerisatie van vinylacetaat. Het wordt verkocht in vaste vorm (poeder of granulaat), maar vooral als latex of in een waterige emulsie (het is niet oplosbaar in water). 

structuurformule van polyvinylacetaat

De voornaamste toepassing van deze PVAc-emulsies is in velerlei lijmen, meer bepaald houtlijm en lijm voor poreuze materialen zoals karton, papier, stoffen e.d. Ook de "witte lijm" voor huishoudelijk gebruik is een PVAc-lijm.
PVAc is ook de grondstof voor de bereiding van polyvinylalcohol.
Polyvinylacetaat wordt ook gebruikt als de basis van de "gum" van kauwgom, ter vervanging van natuurlijke gomsoorten. De korst van Nederlandse kazen bevat als hoofdbestandsdeel polyvinylacetaat, Voor de korst wordt dit toegepast in een kaasplastic met een schimmeldodend middel, als natamycine. 
PVAc wordt langzaam afgebroken via hydrolyse ofwel verzeping door basen, waarbij azijnzuur-ionen worden gevormd. Wat resteert is een gepolymeriseerde alcohol. 